# Monty Python Live at the Hollywood Bowl
Monty Python Live at the Hollywood Bowl (1982) ist ein Comedy-Film einer Bühnenshow der britischen Komikergruppe Monty Python in der Hollywood Bowl. Es ist eine Revue erfolgreicher Sketche aus der Serie Monty Python’s Flying Circus sowie einigem neuen Material mit einem Humor, den man später als „pythonesque“ bezeichnete. Wie auch die Fernsehserie, so ist die Handlung der Bühnenshow nicht durchgehend; die meisten Sketche haben keine eigene Pointe, sondern gehen nahtlos in den nächsten über. Bei Filmeinspielungen auf einer großen Leinwand wurden unter anderem auch Szenen verwendet, die für die deutsche Variante Monty Pythons fliegender Zirkus produziert und bis zu diesem Zeitpunkt noch nie im englischen Sprachraum gezeigt wurden.
Die Show war eine von mehreren Bühnenshows, die im Rahmen einer Amerika-Tournee aufgeführt wurden. Die Show wurde an vier Abenden vom 26. bis 29. September 1980 auf Video aufgezeichnet, auf Filmmaterial überspielt und ab 25. Juni 1982 in die Kinos gebracht.
Gegenüber den Fernsehoriginalen mussten einige Sketche abgewandelt werden, etwa weil nicht so viele Nebendarsteller zur Verfügung standen. So wird der „Lumberjack Song“ beispielsweise von Eric Idle statt von Michael Palin gesungen. Außerdem kommt der in der Fernsehserie selten zu sehende Terry Gilliam, der eigentlich für die Animationen zuständig war, häufiger zum Einsatz.